# Felsőzsadány
Felsőzsadány (1890-ig Felső-Zsdány, szlovákul: Horná Ždaňa) község Szlovákiában, a Besztercebányai kerületben, a Garamszentkereszti járásban.

## Fekvése
Garamszentkereszttől 11 km-re, nyugatra fekszik.

## Története
Területén már a korai bronzkorban éltek emberek, ezt bizonyítják az i. e. 1100-tól 700-ig terjedő időszakból származó régészeti leletek.
A mai falut 1391-ben „Sdan" alakban említik először, amikor Luxemburgi Zsigmond a revistye várához tartozó uradalmat László temesi ispánnak adja. Revistye uradalmához tartozott, majd a Dóczyak kihalása után a bányakamara tulajdona lett. Temploma a 16. század második felében épült. 1601-ben két kúriát említenek a településen, emellett uradalmi és papi malom, valamint 37 ház állt itt. A 17. század második felében már működött a falu egyházi iskolája. 1715-ben 38 adózója volt, közülük 6 kézműves. 1828-ban 48 házában 324 lakos élt. Lakói mezőgazdasággal, erdei munkákkal, szénégetéssel, kézművességgel foglalkoztak. A faluban két malom és fűrésztelep is működött.
Bars vármegye monográfiája szerint:  „Felsőzsadány, a Garamvölgybe nyiló kelői völgyben fekvő tót kisközség, 490 róm. kath. vallású lakossal. E község a revistyei vár tartozéka volt és első birtokosai a Dóczyak voltak, kikről már a XV. század elején találunk említést; a XVI. század végén ők építették a templomot. A község ekkor Zdena alakban van említve, melyből később Zdánya, majd Sdány lett. A mult század elején savanyúvizéről is ismeretes volt. Későbbi tulajdonosa a kincstár lett s most is az. Postája Geletnek, távirója és vasúti állomása Geletnek-Szkleno."
A trianoni békeszerződésig Bars vármegye Garamszentkereszti járásához tartozott.
1945-ben a partizánok támogatása miatt felgyújtották a németek, 35 ház égett le, a felnőtt férfi lakosságot koncentrációs táborba vitték. Földműves szövetkezete 1958-ban alakult, lakói részben itt, részben a környék városainak üzemeiben dolgoztak.

## Népessége
| Év:            | 1994. | 2004.   | 2014.   | 2024.   |
| -------------- | ----- | ------- | ------- | ------- |
| Emberek száma: | 510   | 542     | 553     | 528     |
| Eltérés:       |       | +6,27 % | +2,02 % | -4,52 % |

| Év:            | 2023. | 2024.   |
| -------------- | ----- | ------- |
| Emberek száma: | 535   | 528     |
| Eltérés:       |       | -1,30 % |

1910-ben 526, túlnyomórészt szlovák anyanyelvű lakosa volt.
2001-ben 527 lakosából 516 szlovák volt.
2011-ben 546 lakosából 526 szlovák volt.
2021-ben 544 lakosából 529 (+1) szlovák, 1 magyar, (+62) cigány, 5 (+1) egyéb és 9 ismeretlen nemzetiségű volt.

## Nevezetességei
- Szent Simon és Júdás apostolok tiszteletére szentelt, római katolikus temploma a 16. század végén épült, tornyát 1720-ban építették hozzá. Legrégibb harangja 1659-ben készült.
- Két 20. századi vízimalma.
- A szlovák nemzeti felkelés emlékműve.